# Lana Šarić
Lana Šarić (Zagreb, 10. srpnja 1983.), hrvatska dramatičarka i dramaturginja. 
Diplomirala na Akademiji dramske umjetnosti 2007. godine. Piše drame, adaptacije, scenarije i radio drame. Kao dramatičarka debitira 2005. godine dramom Ifigenija u režiji Ivice Šimića i izvedbi kazališta Mala scena. 2010. godine režirala je dokumentarni film Klasa optimist.
Jedna je od osnivača web portala hrvatske drame Drame.hr.
Živi i radi u Zagrebu.

## Praizvedbe
- 2005. Ifigenija, režija: Ivica Šimić, Mala scena, Zagreb
- 2005. Meso, režija: Lana Šarić, FABRICA, Zagreb
- 2009. Neboder, režija: Edvin Liverić, Istarsko narodno kazalište, Pula
- 2010. Balada o pingvinu, režija: Ivan Plazibat, Kazalište slijepih i slabovidnih "Novi život", Zagreb
- 2011. Mala djeca, veliki ljudi, režija: Renata Carola Gatica, DK Dubrava, Zagreb (zajedno sa Renatom Carola Gaticom i Natalijom Manojlović.)
- 2012. Ulični skitači, režija: Ivan Plazibat, Scena Gorica, Velika Gorica
- 2013. Iglica, režija: Ivica Šimić, Mala scena, Zagreb
- 2016. Otočičići, režija: Renata Carola Gatica, Kazalište lutaka Zadar

## Nagrade
- 2004. Rektorova nagrada (Hrvatsko sveučilište) za dramu Dupin, rak i lastavica.
- 2007. Marin Držić (Ministarstvo kulture) za dramu Neboder.